# Nicolas Pohler

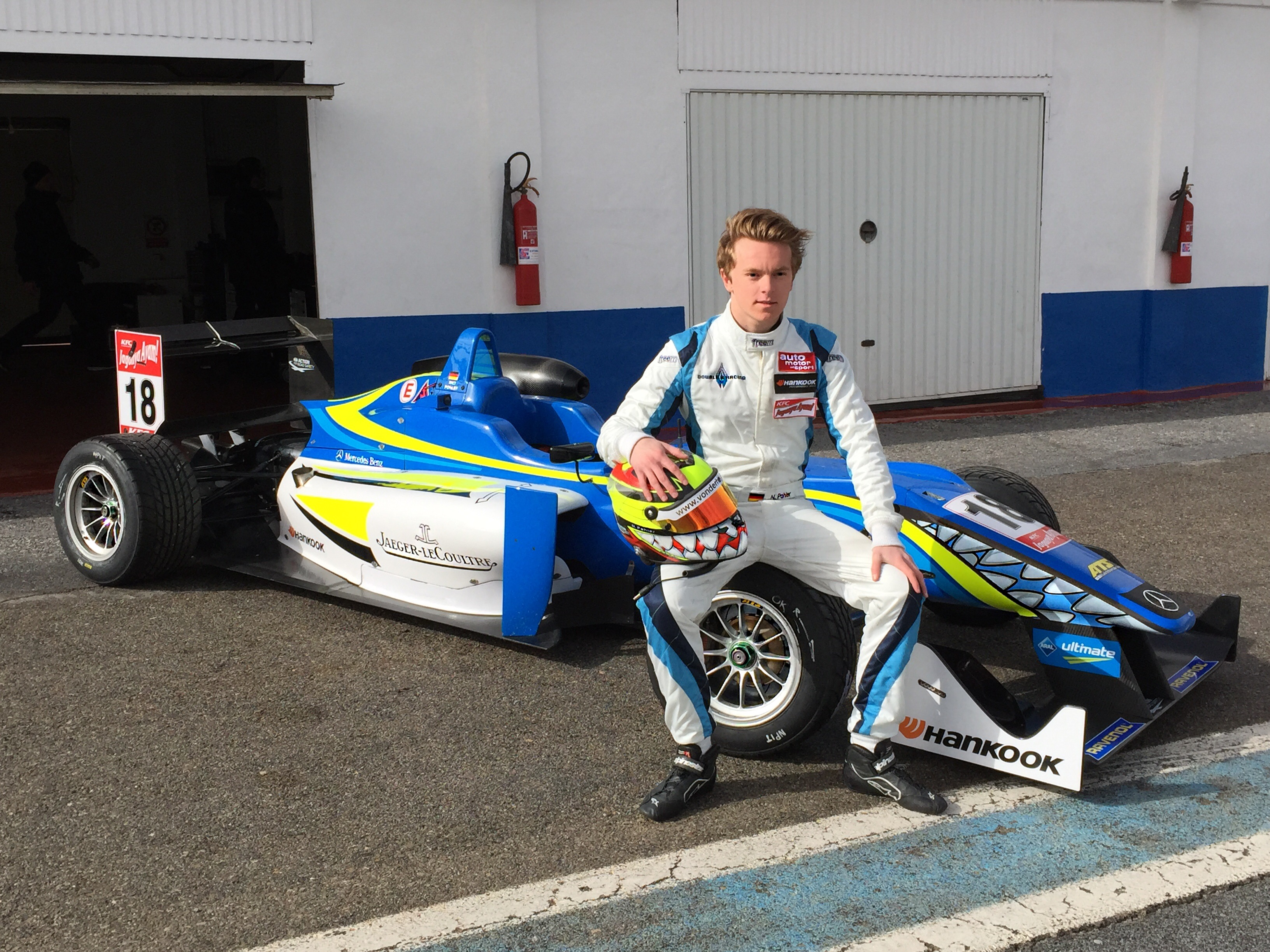
Nicolas Pohler 2015

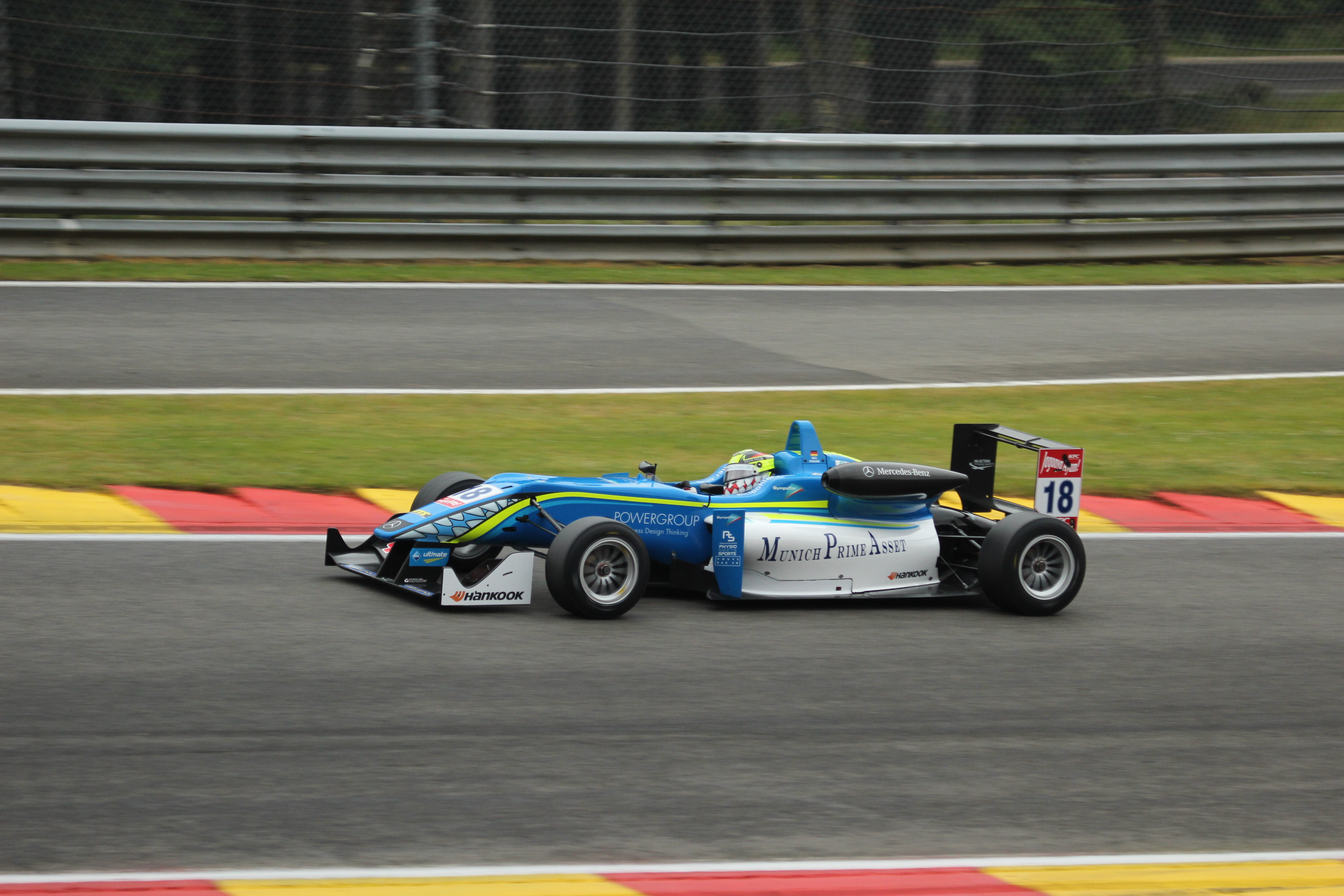
Nicolas Pohler in Spa-Francorchamps in der europäischen Formel-3-Meisterschaft 2015

Nicolas „Nici“ Pohler (* 21. September 1995 in München) ist ein deutscher Automobilrennfahrer. Er startete 2015 in der europäischen Formel-3-Meisterschaft.

## Karriere
Pohler begann seine Motorsportkarriere 2005 im Kartsport, in dem er bis 2011 aktiv blieb. 2012 wechselte Pohler in den Formelsport und startete für KUG Motorsport in der ADAC Formel Masters. Mit einem sechsten Platz als bestem Ergebnis beendete er die Saison auf dem 18. Gesamtrang. Darüber hinaus absolvierte er vier Gaststarts in der Formula LO und kam dabei zweimal auf dem ersten Platz ins Ziel.
2013 wechselte Pohler zu DAV Racing in die European F3 Open. Er startete zunächst mit einem älteren Chassis und wechselte erst für die letzten zwei Veranstaltungen in ein aktuelles Fahrzeug. Pohler schloss die Saison auf dem 25. Gesamtrang ab. 2014 blieb Pohler in der Rennserie, die im Winter in Euroformula Open umbenannt worden war. Er ging für das Team West-Tec F3 an den Start. Er erzielte regelmäßig Punkte und verbesserte sich auf den zwölften Platz im Gesamtklassement.
2015 wechselte Pohler zu Double R Racing in die europäische Formel-3-Meisterschaft. Wegen eines nach einem Fahrradunfall gebrochenen Armes pausierte er für zwei Veranstaltungen. Ein 14. Platz war sein bestes Ergebnis.
2016 wechselte Pohler in den Gt Sport und wurde als Lamborghini-GT3-Junior-Fahrer verpflichtet. Zusammen mit Mirko Bortolotti bestritt er die Blancpain Sprint Series 2016 und beendete die Saison mit vier Platzierungen in den Top Ten und einem zweiten Platz.

## Statistik

### Karrierestationen
| - 2005–2011: Kartsport - 2012: ADAC Formel Masters (Platz 18) - 2013: European F3 Open (Platz 25) - 2014: Euroformula Open (Platz 12) - 2015: Europäische Formel 3 - 2016: Blancpain GT Series - 2017: Blancpain GT Series |

### Einzelergebnisse in der europäischen Formel-3-Meisterschaft
| Jahr | Team            | Motor    | 1   | 2   | 3   | 4   | 5   | 6   | 7   | 8   | 9   | 10  | 11  | 12  | 13  | 14  | 15  | 16  | 17  | 18  | 19  | 20  | 21  | 22  | 23  | 24  | 25  | 26  | 27  | 28  | 29  | 30  | 31  | 32  | 33  | Punkte | Rang |
| ---- | --------------- | -------- | --- | --- | --- | --- | --- | --- | --- | --- | --- | --- | --- | --- | --- | --- | --- | --- | --- | --- | --- | --- | --- | --- | --- | --- | --- | --- | --- | --- | --- | --- | --- | --- | --- | ------ | ---- |
| 2015 | Double R Racing | Mercedes | SIL | SIL | SIL | HO1 | HO1 | HO1 | PAU | PAU | PAU | MNZ | MNZ | MNZ | SPA | SPA | SPA | NOR | NOR | NOR | ZAN | ZAN | ZAN | SPI | SPI | SPI | POR | POR | POR | NÜR | NÜR | NÜR | HO2 | HO2 | HO2 | 0      | –    |
| 2015 | Double R Racing | Mercedes | 27  | 24  | 26  | DNF | 23  | 32  | DNF | 23  | 22  | 19  | 18  | 16  | 27  | 22  | DNF | 22  | DNF | 24  | 24  | 29  | DNF | INJ | INJ | INJ | INJ | INJ | INJ | 31  | 25  | DNF | 22  | 24  | 15  | 0      | –    |